# مسیرها (فیلم ۲۰۱۷)
مسیرها (به بلغاری: Posoki) فیلمی در ژانر درام به کارگردانی استفان کوماندارف است که در سال ۲۰۱۷ منتشر خواهد شد. این فیلم برای رقابت در بخش نوعی نگاه هفتادمین جشنواره فیلم کن انتخاب شده است.